# Dikotypgran
Dikotypgran är en sällsynt och märklig typ av gran, med ett avvikande växtsätt. I Sverige finns ett femtiotal kända granar av den här typen.
I Nolbyn, 4 mil SSÖ om Skellefteå, finns ett exemplar. Hos denna gran är både grenar och barr kortare på den övre delen av granen än på den undre som om två träd skulle ha vuxit ihop. Granen växer alltså som en smalare stock upptill, med en vidare kjol längst nere vid marken. Granen är skyddad som naturminne och fridlyst sedan 1971.